# Mistrzostwa Świata w Netballu 1983
Mistrzostwa Świata w Netballu 1983 – 6. edycja mistrzostw świata w netballu, która odbyła się w Singapurze. Po raz szósty mistrzem globu została drużyna z Australii. W turnieju udział wzięło 14 drużyn.

## Rezultaty zawodów[2]

### Grupa A
|                   | Anglia | Jamajka | Irlandia Północna | Kanada | Sri Lanka | Hongkong |
| ----------------- | ------ | ------- | ----------------- | ------ | --------- | -------- |
| Nowa Zelandia     | 51:36  | 45:42   | 63:22             | 76:12  | 75:19     | 85:4     |
| Anglia            |        | 48:42   | 60:14             | 68:12  | 73:10     | 58:10    |
| Jamajka           |        |         | 48:19             | 67:17  | 91:29     | 95:14    |
| Irlandia Północna |        |         |                   | 53:35  | 43:23     | 52:11    |
| Kanada            |        |         |                   |        | 52:30     | 46:30    |
| Sri Lanka         |        |         |                   |        |           | 38:18    |

| Poz. | Drużyna           | M | Z | R | P | Stosunek koszów | +/−  | Pkt |
| ---- | ----------------- | - | - | - | - | --------------- | ---- | --- |
| 1.   | Nowa Zelandia     | 6 | 6 | 0 | 0 | 395:135         | +260 | 12  |
| 2.   | Anglia            | 6 | 5 | 0 | 1 | 343:139         | +204 | 10  |
| 3.   | Jamajka           | 6 | 4 | 0 | 2 | 385:172         | +213 | 8   |
| 4.   | Irlandia Północna | 6 | 3 | 0 | 3 | 203:240         | −37  | 6   |
| 5.   | Kanada            | 6 | 2 | 0 | 4 | 174:324         | −150 | 4   |
| 6.   | Sri Lanka         | 6 | 1 | 0 | 5 | 149:352         | −203 | 2   |
| 7.   | Hongkong          | 6 | 0 | 0 | 6 | 87:374          | −287 | 0   |

### Grupa B
|                   | Trynidad i Tobago | Walia | Szkocja | Antigua i Barbuda | Singapur | Malezja |
| ----------------- | ----------------- | ----- | ------- | ----------------- | -------- | ------- |
| Australia         | 57:25             | 58:26 | 51:16   | 60:17             | 73:12    | 81:16   |
| Trynidad i Tobago |                   | 54:18 | 54:19   | 40:18             | 46:24    | 59:19   |
| Walia             |                   |       | 38:34   | 40:29             | 60:31    | 65:22   |
| Szkocja           |                   |       |         | 40:40             | 47:16    | 59:19   |
| Antigua i Barbuda |                   |       |         |                   | 53:22    | 60:28   |
| Singapur          |                   |       |         |                   |          | 42:42   |

| Poz. | Drużyna           | M | Z | R | P | Stosunek koszów | +/-  | Pkt |
| ---- | ----------------- | - | - | - | - | --------------- | ---- | --- |
| 1.   | Australia         | 6 | 6 | 0 | 0 | 380:112         | +268 | 12  |
| 2.   | Trynidad i Tobago | 6 | 5 | 0 | 1 | 278:155         | +123 | 10  |
| 3.   | Walia             | 6 | 4 | 0 | 2 | 247:228         | +19  | 8   |
| 4.   | Szkocja           | 6 | 2 | 1 | 3 | 215:218         | −3   | 5   |
| 5.   | Antigua i Barbuda | 6 | 2 | 1 | 3 | 217:230         | −13  | 5   |
| 6.   | Singapur          | 6 | 0 | 1 | 5 | 147:321         | −174 | 1   |
| 7.   | Malezja           | 6 | 0 | 1 | 5 | 146:366         | −220 | 1   |

### Grupa o miejsca 9–14
|           | Antigua i Barbuda | Singapur | Malezja |
| --------- | ----------------- | -------- | ------- |
| Kanada    | 28:57             | 45:45    | 57:37   |
| Sri Lanka | 25:62             | 43:56    | 34:48   |
| Hongkong  | ?:?               | 27:44    | ?:?     |

| Poz. | Drużyna           | M | Z | R | P | Stosunek koszów | +/- | Pkt |
| ---- | ----------------- | - | - | - | - | --------------- | --- | --- |
| 9.   | Antigua i Barbuda | 5 | 5 | 0 | 0 |                 |     | 10  |
| 10.  | Singapur          | 5 | 2 | 2 | 1 | 209:210         | −1  | 6   |
| 11.  | Malezja           | 5 | 2 | 1 | 2 |                 |     | 5   |
| 12.  | Kanada            | 5 | 3 | 1 | 1 | 228:199         | +29 | 7   |
| 13.  | Hongkong          | 5 | 0 | 0 | 5 |                 |     | 0   |
| 14.  | Sri Lanka         | 5 | 1 | 0 | 4 | 170:236         | −66 | 2   |

### Grupa o miejsca 5–8
|         | Szkocja | Walia | Irlandia Północna |
| ------- | ------- | ----- | ----------------- |
| Jamajka | 56:26   | 67:29 | 64:25             |
| Szkocja |         | 37:50 | 45:31             |
| Walia   |         |       | 31:43             |

| Poz. | Drużyna           | M | Z | R | P | Stosunek koszów | +/-  | Pkt |
| ---- | ----------------- | - | - | - | - | --------------- | ---- | --- |
| 5.   | Jamajka           | 3 | 3 | 0 | 0 | 187:80          | +107 | 6   |
| 6.   | Szkocja           | 3 | 1 | 0 | 2 | 108:137         | −29  | 2   |
| 7.   | Walia             | 3 | 1 | 0 | 2 | 110:147         | −37  | 2   |
| 8.   | Irlandia Północna | 3 | 1 | 0 | 2 | 99:140          | −41  | 2   |

### Grupa finałowa
|                   | Nowa Zelandia | Trynidad i Tobago | Anglia |
| ----------------- | ------------- | ----------------- | ------ |
| Australia         | 47:42         | 38:32             | 54:41  |
| Nowa Zelandia     |               | 35:30             | 55:34  |
| Trynidad i Tobago |               |                   | 43:40  |

| Poz. | Drużyna           | M | Z | R | P | Stosunek koszów | +/- | Pkt |
| ---- | ----------------- | - | - | - | - | --------------- | --- | --- |
| 1.   | Australia         | 3 | 3 | 0 | 0 | 139:115         | +24 | 6   |
| 2.   | Nowa Zelandia     | 3 | 2 | 0 | 1 | 132:111         | +21 | 4   |
| 3.   | Trynidad i Tobago | 3 | 1 | 0 | 2 | 105:113         | −8  | 2   |
| 4.   | Anglia            | 3 | 0 | 0 | 3 | 115:152         | −37 | 0   |

## Klasyfikacja końcowa
| Miejsce | Drużyna           |
| ------- | ----------------- |
|         | Australia         |
|         | Nowa Zelandia     |
|         | Trynidad i Tobago |
| 4       | Anglia            |
| 5       | Jamajka           |
| 6       | Szkocja           |
| 7       | Irlandia Północna |
| 8       | Walia             |
| 9       | Antigua i Barbuda |
| 10      | Singapur          |
| 11      | Malezja           |
| 12      | Kanada            |
| 13      | Hongkong          |
| 14      | Sri Lanka         |